# Монороштія
Монороштія (рум. Monoroștia) — село у повіті Арад в Румунії. Входить до складу комуни Бирзава.
Село розташоване на відстані 369 км на північний захід від Бухареста, 54 км на схід від Арада, 142 км на південний захід від Клуж-Напоки, 71 км на північний схід від Тімішоари.

## Населення
За даними перепису населення 2002 року у селі проживали 334 особи.
Національний склад населення села:
| Національність | Кількість осіб | Відсоток |
| -------------- | -------------- | -------- |
| румуни         | 322            | 96,4%    |
| українці       | 6              | 1,8%     |
| цигани         | 5              | 1,5%     |

Рідною мовою назвали:
| Мова       | Кількість осіб | Відсоток |
| ---------- | -------------- | -------- |
| румунська  | 328            | 98,2%    |
| українська | 6              | 1,8%     |